# Национальная природная достопримечательность

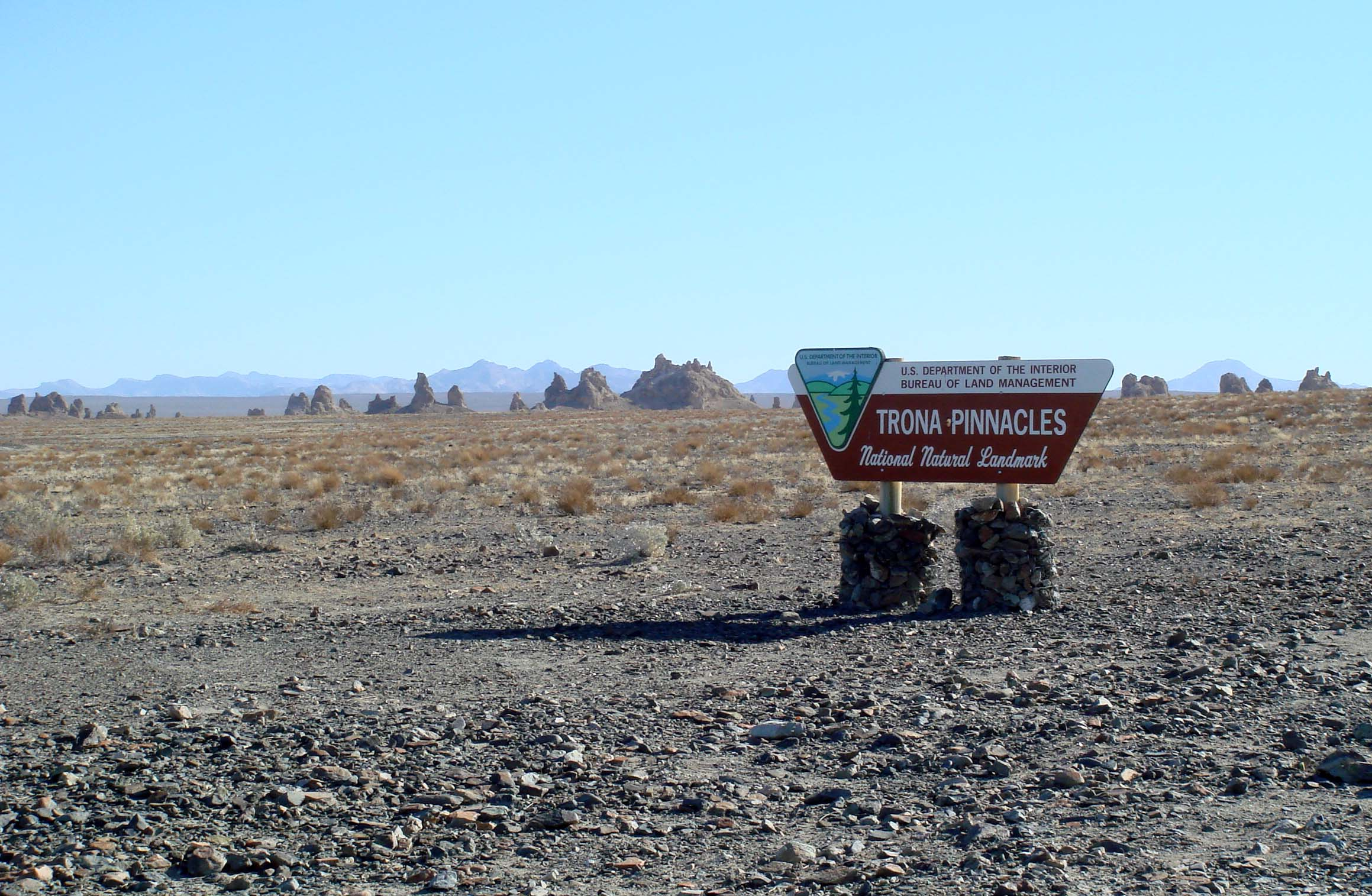
Вершины Трона со знаком Национальной природной достопримечательности

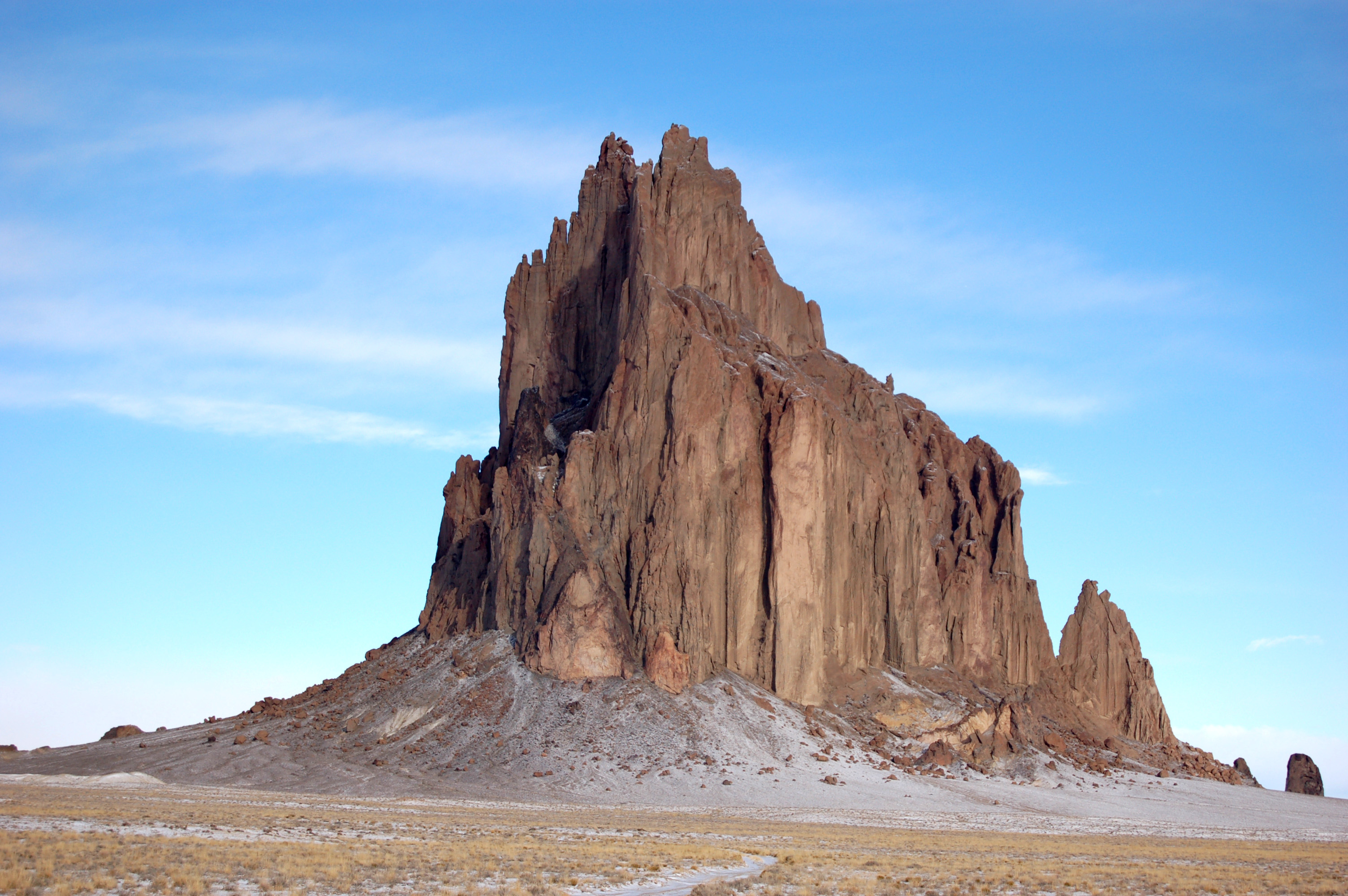
Национальная природная достопримечательность Шипрок

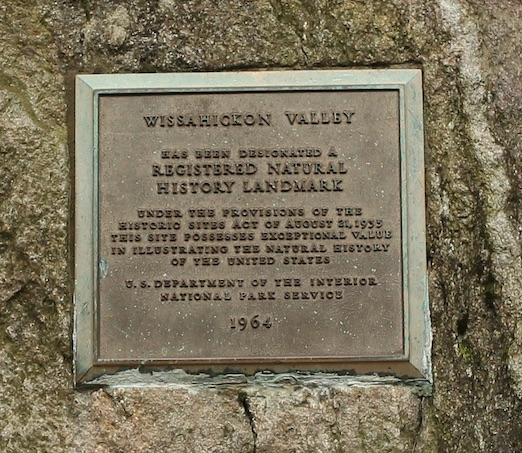
Мемориальная доска долины Виссахикон в Филадельфии возле Valley Green Inn

Программа Национальная Природная Достопримечательность (National Natural Landmarks) (NNL) признает и поощряет сохранение выдающихся примеров естественной истории Соединённых Штатов. Это единственная национальная программа по поддержке природных территорий, которая выявляет и признает лучшие образцы биологических и геологических объектов как в государственной, так и в частной собственности. Программа была создана 18 мая 1962 года министром внутренних дел США Стюартом Удаллом.
Программа направлена на поощрение и поддержку добровольного сохранения мест, иллюстрирующих геологическую и экологическую историю Соединённых Штатов. С помощью этой программы власти надеются увеличить масштаб общественного признание природного наследия страны. По состоянию на январь 2021 года в Национальный реестр природных достопримечательностей было добавлено 602 объекта. Реестр включает геологические и экологические объекты национального значения, находящиеся в 48 штатах, а также в Американском Самоа, Гуаме, Пуэрто-Рико и на Виргинских островах США.
Программой Национальных природных достопримечательностей управляет Служба национальных парков США и по необходимости, она помогает владельцам и менеджерам в сохранении этих важных объектов и территорий. Приобретение земли федеральным правительством не является целью этой программы. Национальные природные достопримечательности — это объекты национального значения, находящиеся в собственности различных землевладельцев, и их участие в этой федеральной программе является добровольным.
Законодательное право, регулирующее программу Национальных природных достопримечательностей, берет начало в Законе об исторических местах от 21 августа 1935 г. (49 Stat. 666, 16 USC 641); действие программы попадает регулируется федеральными нормами. Программа NNL не имеет функций защиты, предусмотренных статьей 106 Закона о сохранении национальных исторических памятников 1966 года. Таким образом, определение национальной природной достопримечательности в настоящее время представляет собой только соглашение с владельцем о сохранении, насколько это возможно, значительных природных ценностей участка или территории. Управление и сохранение национальных природных достопримечательностей является исключительной ответственностью владельца. Любая из сторон может расторгнуть договор после уведомления другой стороны.

## Обозначение
Присвоение статуса Национальной природной достопримечательности производится министром внутренних дел после углубленного научного изучения потенциального места. Все новые обозначения должны быть согласованы с владельцами. Процесс отбора является достаточно строгим: чтобы получить статус, участок должен быть одним из лучших примеров характерных биотических или геологических особенностей природного региона. С момента создания программы для присвоения объекту статуса Национальной природной достопримечательности использовался многоэтапный процесс. С 1970 года он состоял из следующих этапов.
1. Проведение инвентаризации природных территорий региона для выявления наиболее перспективных участков.
2. После того, как землевладельцы уведомлены о том, что это место рассматривается для получения статуса NNL, подробная оценка на месте проводится учёными, отличными от тех, кто проводил инвентаризацию.[note 1]
3. Отчёт об оценке рецензируется другими экспертами, чтобы убедиться в его достоверности.
4. Отчёт дополнительно изучается сотрудниками Службы национальных парков.
5. Это место проверяется Консультативным советом национального парка министра внутренних дел, чтобы определить, соответствует ли это место NNL.
6. Выводы предоставляются министру внутренних дел, который одобряет или отклоняет их.
7. Землевладельцы уведомляются в третий раз, информируя их о том, что участок был обозначен как NNL.

Перспективными объектами для присвоения статуса NNL являются наземные и водные экосистемы; геологические особенности, обнажения, а также формы рельефа, отражающие активные геологические процессы или периоды земной истории; ископаемые свидетельства биологической эволюции. Каждая крупная «тема» естественной истории может быть далее подразделена на различные подтемы. Например, подтемы, предложенные в 1972 г. для общей темы «Озёра и пруды», включали большие глубокие озёра, крупные мелководные озёра, озёра сложной формы, кратерные озёра, котловинные озёра и золли, старичные озёра, дюнные озёра, сфагновые и болотные озёра, озёра, питаемые термальными ручьями, тундровые озёра и пруды, болота и заболоченные участки, воронкообразные озёра, озёра с необычайно большой продуктивностью, а также озёра с высокой продуктивностью и высокой прозрачностью.

## Владение
Программа NNL не требует передачи прав собственности обозначенных мест публичным организациям. К настоящему моменту статус NNL получили территории почти всех форм собственности и управления — федеральной, государственной, местной, муниципальной и частной. Федеральные земли, которым был присвоен статус NNL, включают земли, находящиеся в ведении Службы национальных парков, Лесной службы США, Бюро управления земельными ресурсами, Бюро мелиорации, Службы рыболовства и дикой природы, ВВС, Корпуса морской пехоты, Инженерного корпуса армии, Военно-морского флота и других.
Часть природных объектов, получивших статус NNL находится на землях, принадлежащих коренным народам США или племенам. Статус Национальных природных достопримечательностей также был присвоен территориям и объектам, находящимся на государственных землях, которые охватывают различные типы и виды управления, такие как лес, парк, охотничий заказник, зона отдыха и заповедник. К частным территориям с присвоенным статусом NNL относятся земли, принадлежащие университетам, музеям, научным обществам, природоохранным организациям, земельным фондам, коммерческим организациям и частным лицам. Приблизительно 52 % NNL находятся в ведении государственных агентств, более 30 % полностью находятся в частной собственности, а остальные 18 % принадлежат или управляются государственными агентствами и частными владельцами.

## Доступ
Участие в программе Национальной природной достопримечательности не требует предоставления публичного доступа. Часть объектов, внесенных в реестр NNL, открыты для публичного посещения, а часть нет. Поскольку многие NNL расположены на федеральной и государственной собственности, разрешение на посещение часто не требуется. Некоторые частные владения могут быть открыты для публичного посещения или необходимо простое разрешение от управляющего территорией, на которой находится достопримечательность. С другой стороны, некоторые частные землевладельцы национальных природных достопримечательностей вообще не желают посетителей и могут даже преследовать нарушителей владений. Причины такой точки зрения варьируются: потенциальный материальный ущерб или ответственность, хрупкие или опасные ресурсы, стремление к уединению или избегание публичности.

## Статус недвижимости
Присвоение статуса Национальной природной достопримечательности является соглашением между владельцем собственности и федеральным правительством. Присвоение статуса NNL не меняет право собственности на имущество и не налагает никаких обременений на имущество. Статус NNL не передается при смене владельца.
Участие в программе NNL предполагает добровольное обязательство со стороны землевладельца (владельцев) сохранить неприкосновенность своей собственности NNL в том виде, в каком она была при присвоении статуса. Если запланировано «большое» изменение среды обитания или ландшафта, то участие землевладельца в программе NNL необдуманно и бессмысленно.
Федеральный закон о присвоении статуса не налагает новых ограничений на землепользование, которые не действовали до присвоения статуса. Вполне возможно, что правительство штата или местные органы власти по своей собственной воле могут инициировать правила или зонирование, которые могут применяться к Национальным природным достопримечательностям. Однако по состоянию на 2005 г. примеров таких ситуаций не было выявлено. В некоторых штатах требуется определение местонахождение NNL планировщиками.

## Список национальных природных достопримечательностей
Ниже, в алфавитном порядке, перечислены национальные природные достопримечательности, сгруппированные по штатам или территориям. По состоянию на январь 2021 года данный статус был присвоен 602 объектам.
|    | Штат или территория         | Количество достопримечательностей | Количество, не дублированных | Дата первого присвоения статуса | Дата последнего присвоения статуса | Image |
| -- | --------------------------- | --------------------------------- | ---------------------------- | ------------------------------- | ---------------------------------- | ----- |
| 1  | Алабама                     | 7                                 | 7                            | октябрь 1971                    | ноябрь 1987                        |       |
| 2  | Аляска                      | 16                                | 16                           | 1967                            | 1976                               |       |
| 3  | Американское Самоа          | 7                                 | 7                            | 1972                            | 1972                               |       |
| 4  | Аризона                     | 10                                | 10                           | 1965                            | 2011                               |       |
| 5  | Арканзас                    | 5                                 | 5                            | 1972                            | 1976                               |       |
| 6  | Калифорния                  | 37                                | 37                           | 1964                            | январь 2021                        |       |
| 7  | Колорадо                    | 16                                | 15                           | 1964                            | январь 2021                        |       |
| 8  | Коннектикут                 | 8                                 | 7                            | апрель 1968                     | ноябрь 1973                        |       |
| 9  | Делавэр                     | 0                                 |                              |                                 |                                    |       |
| 10 | Флорида                     | 18                                | 18                           | март 1964                       | май 1987                           |       |
| 11 | Джорджия                    | 11                                | 11                           | 1966                            | апрель 2013                        |       |
| 12 | Гуам                        | 4                                 | 4                            | 1972                            | 1972                               |       |
| 13 | Гавайи                      | 7                                 | 7                            | июнь 1971                       | декабрь 1972                       |       |
| 14 | Айдахо                      | 11                                | 11                           | 1968                            | 1980                               |       |
| 15 | Ильинойс                    | 18                                | 18                           | 1965                            | 1987                               |       |
| 16 | Индиана                     | 30                                | 29                           | 1965                            | 1986                               |       |
| 17 | Айова                       | 7                                 | 7                            | 1965                            | 1987                               |       |
| 18 | Канзас                      | 5                                 | 5                            | 1968                            | 1980                               |       |
| 19 | Кентукки                    | 7                                 | 6                            | 1966                            | 2009                               |       |
| 20 | Луизиана                    | 0                                 |                              |                                 |                                    |       |
| 21 | Мэн                         | 14                                | 14                           | 1966                            | 1984                               |       |
| 22 | Мэрилэнд                    | 6                                 | 5                            | 1964                            | 1980                               |       |
| 23 | Массачусетс                 | 11                                | 10                           | октябрь 1971                    | ноябрь 1987                        |       |
| 24 | Мичиган                     | 12                                | 12                           | 1967                            | 1984                               |       |
| 25 | Миннесота                   | 8                                 | 7                            | 1965                            | 1980                               |       |
| 26 | Миссисипи                   | 5                                 | 5                            | 1965                            | 1976                               |       |
| 27 | Миссури                     | 16                                | 16                           | июнь 1971                       | май 1986                           |       |
| 28 | Монтана                     | 10                                | 10                           | 1966                            | 1980                               |       |
| 29 | Небраска                    | 5                                 | 5                            | 1964                            | 2006                               |       |
| 30 | Невада                      | 6                                 | 6                            | 1968                            | 1973                               |       |
| 31 | Нью Гэмпшир                 | 11                                | 11                           | 1971                            | 1987                               |       |
| 32 | Нью-Джерси                  | 11                                | 10                           | октябрь 1965                    | июнь 1983                          |       |
| 33 | Нью-Мексико                 | 12                                | 12                           | 1969                            | 1982                               |       |
| 34 | Нью-Йорк                    | 28                                | 26                           | март 1964                       | июль 2014                          |       |
| 35 | Северная Каролина           | 13                                | 13                           | 1967                            | 1983                               |       |
| 36 | Северная Дакота             | 4                                 | 4                            | 1960                            | 1975                               |       |
| 37 | Северные Марианские Острова | 0                                 |                              |                                 |                                    |       |
| 38 | Огайо                       | 23                                | 23                           | 1965                            | 1980                               |       |
| 39 | Оклахома                    | 3                                 | 3                            | декабрь 1974                    | июнь 1983                          |       |
| 40 | Орегон                      | 11                                | 11                           | 1966                            | июнь 2016                          |       |
| 41 | Пенсильвания                | 27                                | 27                           | март 1964                       | январь 2009                        |       |
| 42 | Пуэрто-Рико                 | 5                                 | 5                            | 1975                            | 1980                               |       |
| 43 | Род-Айленд                  | 1                                 | 1                            | май 1974                        | май 1974                           |       |
| 44 | Южная Каролина              | 6                                 | 6                            | май 1974                        | май 1986                           |       |
| 45 | Южная Дакота                | 13                                | 12                           | 1965                            | 1980                               |       |
| 46 | Теннесси                    | 13                                | 13                           | 1966                            | 1974                               |       |
| 47 | Техас                       | 20                                | 20                           | 1965                            | 2009                               |       |
| 48 | Юта                         | 4                                 | 4                            | октябрь 1965                    | 1977                               |       |
| 49 | Вермонт                     | 12                                | 11                           | 1967                            | 2009                               |       |
| 50 | Виргинские острова          | 7                                 | 7                            | 1980                            | 1980                               |       |
| 51 | Виргиния                    | 10                                | 10                           | 1965                            | 1987                               |       |
| 52 | Вашингтон                   | 18                                | 18                           | 1965                            | 2011                               |       |
| 53 | Вашингтон (столица)         | 0                                 |                              |                                 |                                    |       |
| 54 | Западная Виргиния           | 16                                | 15                           | 1964                            | 2021                               |       |
| 55 | Висконсин                   | 18                                | 18                           | 1964                            | май 2012                           |       |
| 56 | Вайоминг                    | 6                                 | 5                            | октябрь 1965                    | декабрь 1984                       |       |

## Комментарии
1. ↑  Этот этап был исключён после 1979 года, но был восстановлен в 1999 году.
2. ↑  Ohio Coral Reef shared between Indiana and Kentucky
3. ↑  Bartholomew's Cobble shared between Connecticut and Massachusetts
4. ↑  Palisades of the Hudson shared between New Jersey and New York
5. ↑  Ancient River Warren Channel shared between Minnesota and South Dakota
6. ↑  Chazy Fossil Reef shared between Vermont and New York
7. ↑  Cranesville Swamp Nature Sanctuary shared between Maryland and West Virginia
8. ↑  Sand Creek shared between Colorado and Wyoming